# 博斯坦镇
博斯坦镇，是中华人民共和国新疆维吾尔自治区吐鲁番市托克逊县下辖的一个乡镇级行政单位。原为博斯坦乡，2018年撤乡建镇。

## 行政区划
博斯坦镇下辖以下地区：
博孜尤勒贡村、硝尔坎儿孜村、伯日布拉克村、长安村、博斯坦村、上湖坎儿孜村、吉格代村、琼帕依扎村、李孟坎儿孜村和良种场。